# Studland
Studland är en ort och civil parish i Storbritannien.   Den ligger i kommunen Dorset och riksdelen England, i den södra delen av landet, 160 km sydväst om huvudstaden London. Studland ligger 9 meter över havet och antalet invånare är 480.
Terrängen runt Studland är platt. Havet är nära Studland österut.  Närmaste större samhälle är Bournemouth, 10,1 km nordost om Studland. 